# Epitrix fuscula
Epitrix fuscula är en skalbaggsart som beskrevs av George Robert Crotch 1873. Epitrix fuscula ingår i släktet Epitrix och familjen bladbaggar. Inga underarter finns listade i Catalogue of Life.